# Сай Валентина Іванівна
Валентина Іванівна Сай (нар. 22 грудня 1951, село Саксагань, тепер П'ятихатського району Дніпропетровської області) — українська радянська діячка, свинарка колгоспу імені Фрунзе П'ятихатського району Дніпропетровської області. Депутат Верховної Ради УРСР 11-го скликання.

## Біографія
Освіта середня.
З 1969 року — швачка-мотористка П'ятихатської швейної фабрики, вихователь Саксаганської школи-інтернату П'ятихатського району Дніпропетровської області.
З 1975 року — свинарка колгоспу імені Фрунзе села Саксагань П'ятихатського району Дніпропетровської області.
Член КПРС з 1981 року.
Потім — на пенсії в селі Саксагань П'ятихатського району Дніпропетровської області.

## Нагороди
- ордени
- медалі